# Reinhard Kuhnert (Didaktiker)

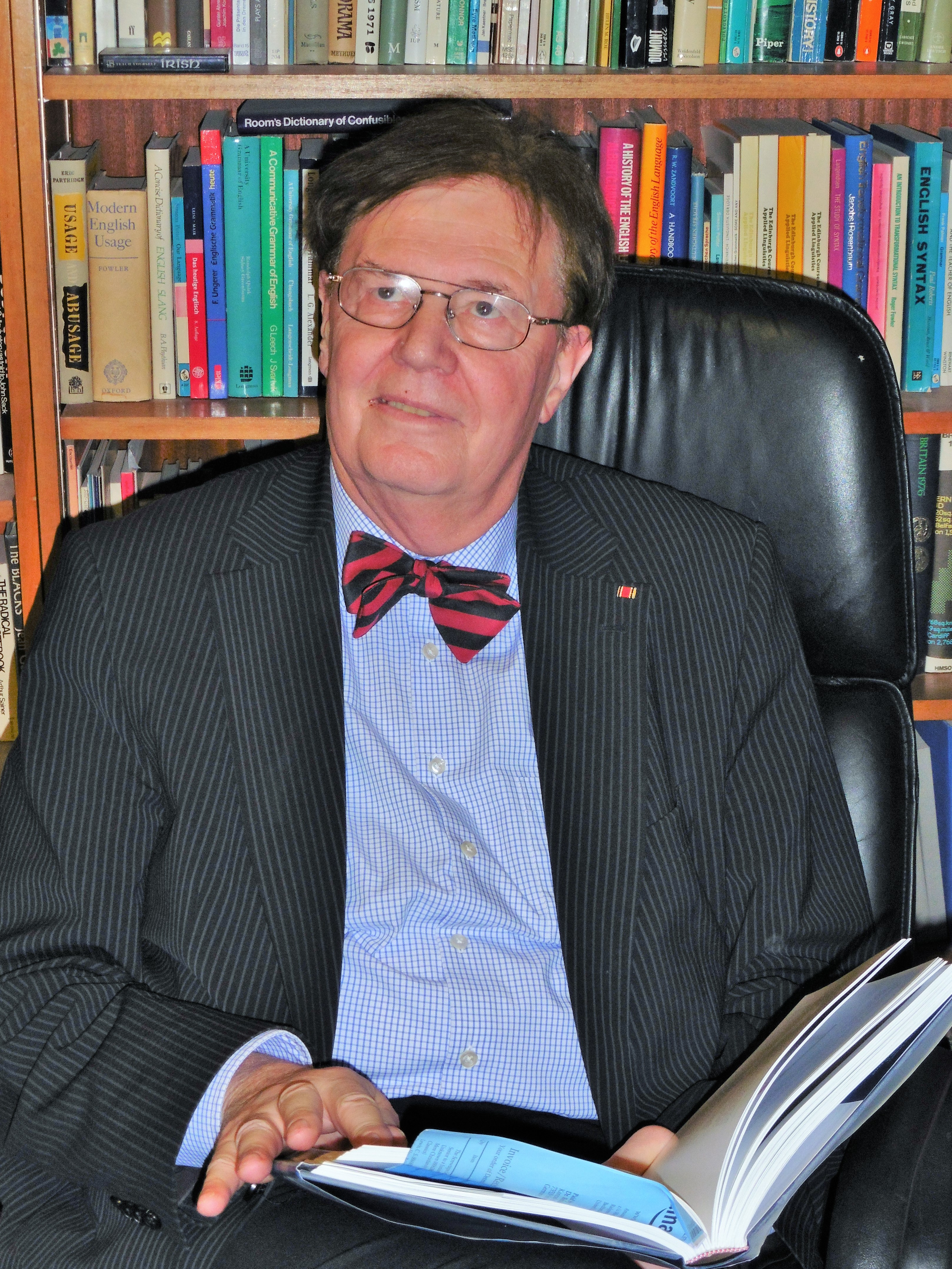
Reinhard Kuhnert (2015)

Reinhard Kuhnert (* 6. Januar 1939 in Königsberg (Preußen)) ist ein deutscher Sprachdidaktiker, Professor und Hochschulpolitiker sowie Kommunalpolitiker. Von 1978 bis 1990 war er Rektor der Pädagogischen Hochschule Schwäbisch Gmünd.

## Leben

### Werdegang
Reinhard Kuhnert wurde am Dreikönigstag 1939 als Sohn eines Kommunalbeamten und seiner Ehefrau in Königsberg in Ostpreußen geboren. Sein Vater ist bereits in den ersten Tagen des Zweiten Weltkriegs gefallen. Anfang 1945 erfolgte die Flucht über das zugefrorene Frische Haff und mit einem Schiff nach Hamburg, von dort nach Schiphorst in Schleswig-Holstein. Von 1946 bis 1950 besuchte er die Grundschule in Schiphorst und wegen des Englischunterrichts dann in Sandesneben sowie anschließend ab 1951 das Gymnasium in Bad Bramstedt. Nach dem Abitur im Jahr 1958 studierte er an der Universität Hamburg bei Rudolf Haas und der Universität München bei Wolfgang Clemen sowie von 1960 bis 1961 an der University of Liverpool bei Kenneth Muir.
Sein Berufseinstieg erfolgte 1965 im gymnasialen Schuldienst des Landes Bremen. Kuhnert promovierte 1970 an der Universität Hamburg zum Dr. phil. mit der Arbeit Studien zu christlichen Gehalten in Shakespeares Romanzen – Eine Untersuchung im Lichte der Theologie der Shakespearezeit.
Im Jahr 1971 wechselte er als Dozent nach Schwäbisch Gmünd, 1973 wurde er zum Professor für Anglistik und Didaktik an die Pädagogische Hochschule Schwäbisch Gmünd (PH) berufen und beschäftigte sich mit der Didaktik der englischen Sprache und Literatur. Zunächst untersuchte er das Problem der Literarischen Wertung für den Literaturunterricht an der Hochschule. Dann aber wurde Schwerpunkt seiner wissenschaftlichen Arbeit die Didaktik der Landeskunde (Cultural Studies). Er lenkte seine Arbeiten auf die Erkenntnis, dass Information auch Kommunikation ist, und setzte dies theoretisch und schulpraktisch um, da die traditionelle Landeskunde auf reine Information über Land und Leute eingestellt war und eine kommunikativ-argumentative Verarbeitung scheute. In diesem Zusammenhang integrierte er auch die europäische Dimension in den Landeskunde- und Literaturunterricht in Hochschule und Schule.
Von 1976 bis 1978 war er zudem Prorektor der PH Schwäbisch Gmünd und von 1978 bis 1990 deren Rektor. In den Jahren von 1978 bis 1980 und von 1986 bis 1990 war er stellvertretender Vorsitzender der Landesrektorenkonferenz an Pädagogischen Hochschulen. In den Jahren von 2000 bis 2004 wirkte er als Dekan der Fakultät II. Im Oktober 2004 wechselte Kuhnert in den Ruhestand. Er hat den Querbinder zu seinem Markenzeichen gemacht.
Er ist seit 1964 mit der Pädagogin Adelheid Kuhnert, geb. Jakubowski verheiratet. Im Jahre 1967 wurde der Sohn Nikolai geboren.

### Hochschulrektor

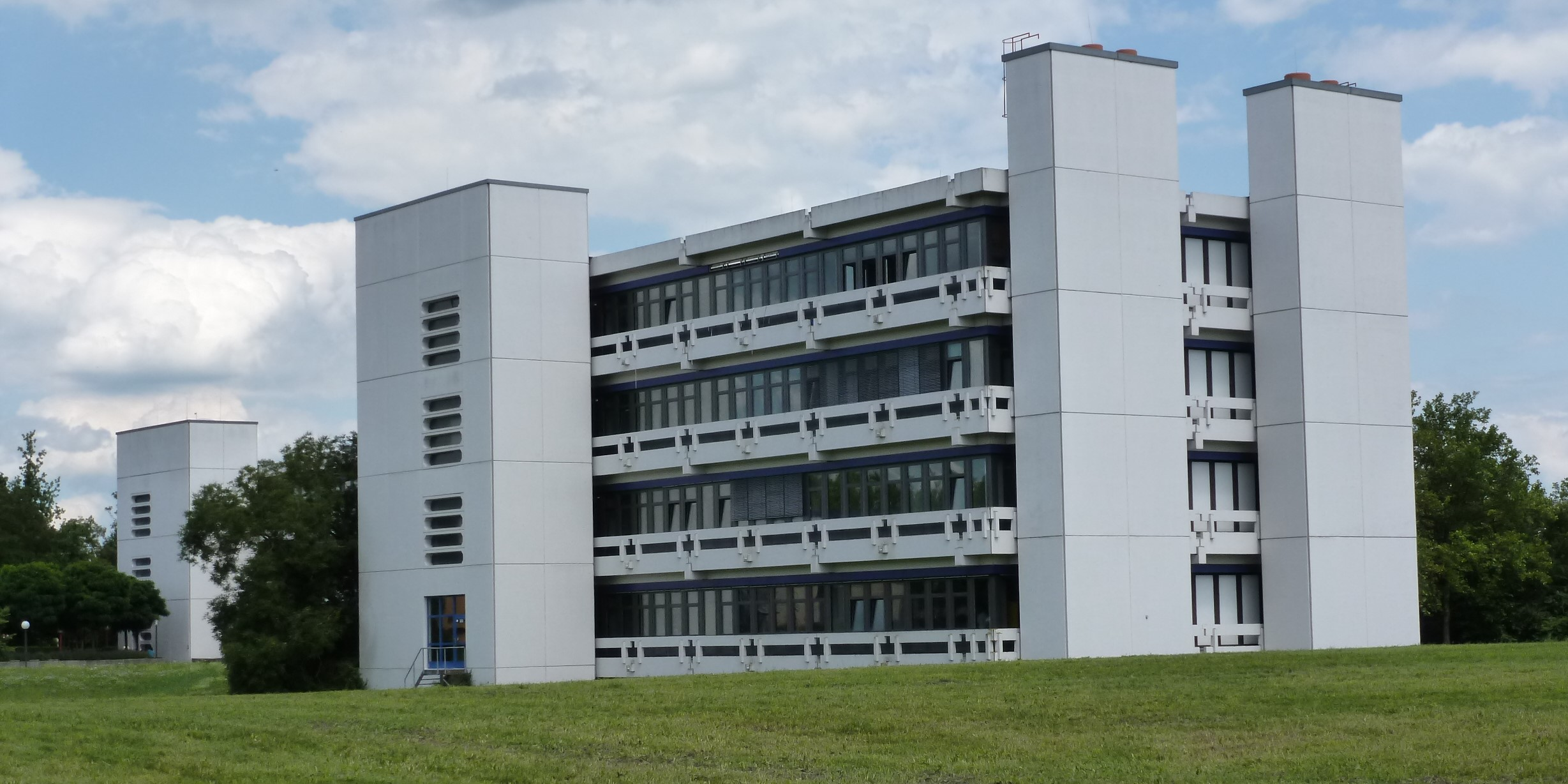
PH Schwäbisch Gmünd

Kuhnert wurde Hochschulrektor in einer schwierigen Zeit. Die Pädagogischen Hochschulen (PHn) wurden damals hochschulrechtlich (HRG) sukzessiv in eine universitäre Struktur umgestaltet, während ihnen die Studentenzahl wegbrach. Nach der expansiven Phase von 1964 bis 1977 erfolgte eine Kontraktionsphase, bedingt durch den Zusammenbruch des Lehrerarbeitsmarktes. Die Landesregierung von Baden-Württemberg schloss 4 von 10 PHn.
Um die Schwäbisch Gmünder PH zu erhalten, ergriff Kuhnert als Rektor zahlreiche einschneidende Maßnahmen, die bei den Landespolitikern und der eigenen Region Zustimmung fanden. Sein Ziel war, sowohl die Hauptaufgabe „Lehrerbildung“ in ihrer Kontinuität zu erhalten als auch ihren notwendigen Wandel zu gestalten. Dieser Wandel sollte in der Entwicklung von Netzwerken in der Form von „Bildungspartnerschaften“ erfolgen. Es entstand zur bekannten lehramtsbezogenen Fort- und Weiterbildung eine nicht-lehramtsbezogene Weiterbildung, die besonders in der Wirtschaft und Gesellschaft der Region Ostwürttemberg nachgefragt wurde. Aus allen Projekten dieser Zeit (z. B. Entdeckung der Seniorstudenten) sollte das nachhaltigste Angebot dasjenige der „Seniorenhochschule“ werden. 1982 im ersten Drittel des Rektorats von Kuhnert ins Leben gerufen, war es damals ein Unikat und Alleinstellungsmerkmal.
Andere Kontaktstudien während seiner Zeit als Rektor waren Ausländerpädagogik (1979), Verkehrspädagogik zusammen mit dem Deutschen verkehrspädagogischen Institut Schorndorf, Informationsorganisation (KIO) zusammen mit der Handwerkskammer Ulm und der IHK Ostwürttemberg, ein Computerbildungszentrum sowie ein Zentrum für Oberflächentechnik Schwäbisch Gmünd, das zusammen mit der Degussa/Umicore und dem Forschungszentrum für Edelmetallchemie FEM seit 1987 eingerichtet wurde. Das Projekt „Studienzentrum“ der Fern-Universität Hagen in Süddeutschland zusammen mit der Gmünder PH konnte ab 1985 gemeinsam mit der Technischen Akademie des Großunternehmens Zahnrad-Fabrik (ZF) Friedrichshafen und der Stadt Schwäbisch Gmünd realisiert werden.
Darüber hinaus stärkte Kunert die Forschungsleistung, die das Ansehen seiner Hochschule sehr erhöht hat. Im Sinne der Kontinuität konnte er diese Qualitätssteigerung auch nachweisen, was bereits durch eine erste „Hochschulbibliographie 1962–1984“ erfolgte, danach durch zwei weitere sowie die jährlichen Forschungsberichte. Wichtige Impulse für die PH-eigene Forschung erreichte Kuhnert durch die Verleihung des zunächst mit einer Universität geteilten Promotionsrechts. Mit die Erlangung des Dr. paed. durch Gerd Brucker aus Ludwigsburg – später Professor für Biologie und ihre Didaktik an der PH Weingarten – erfolgte die erste Promotion in Schwäbisch Gmünd am 2. November 1983, zugleich die erste an einer PH im Land Baden-Württemberg überhaupt. Die beiden „Doktorväter“ waren Dieter Rodi (Gmünd) und Alexander Kohler (Uni Hohenheim). Da die PH ihr Promotionsrecht auf hohem Niveau ausgeübt hat und nicht inflationär handhabte, wie zunächst viele Universitäten befürchteten, wurde ihr am 28. März 1987 das ungeteilte Promotionsrecht vom Landtag verliehen.
An die Forschung einer Pädagogischen Hochschule stellte Kuhnert generell folgende Anforderungen: Die Forschung sollte einerseits praxisbezogen sein, d. h., sie dient der Verbesserung von Erziehung und Unterricht in Schule und Hochschule, andererseits sollte sie entwicklungsbezogen sein, d. h., sie entwickelt Lehrpläne, Schulbücher, Arbeitsmittel, Medien, und schließlich sollte sie theoriebezogen sein, d. h., sie klärt grundsätzliche Probleme der Erziehungs- und Unterrichtstheorie der Fächer.
Die Zeit von Kuhnert als Hochschulrektor ist reichlich in diversen Medien sowie Berichtsbänden, wie dem jährlichen Rechenschaftsbericht vor dem Senat und der Öffentlichkeit, ausführlich belegt. Im Jahre 1987 startete Kuhnert zudem mit seiner Hochschule eine eigene wissenschaftliche Buchreihe – die „Gmünder Hochschulreihe“ (GHR). Diese Publikation – inzwischen über 30 Bände – war in der Absicht gegründet, die Zukunftsorientierung und die wissenschaftliche Lebendigkeit der Hochschule in Schwäbisch Gmünd nachhaltig ins öffentliche Bewusstsein zu bringen und zu halten.
Kuhnert knüpfte auch Kontakte und Kooperationen über die ATEE – Association of Teacher Education in Europe – mit dem Teesside Polytechnic, danach mit dem Birmingham Polytechnic, jeweils mit Projekten in „Multicultural Education“.

### Verband Hochschule und Wissenschaft
Die umfangreichen Erfahrungen von Kuhnert aus seiner Arbeit im Rektorat und in der Hochschulpolitik waren die Basis für sein Engagement auf der Bundesebene. Von 1987 bis 1999 war er – als Nachfolger des Gründungsvorsitzenden und späteren Ehrenvorsitzenden Berndt Heydemann – gewählter Bundesvorsitzender des Verbandes Hochschule und Wissenschaft im Deutschen Beamtenbund in Bonn und Berlin. Der VHW verfügt als Mitglied dieser Spitzengewerkschaft über eine Mitsprache in Tariffragen sowie insbesondere über ein Anhörungsrecht. Daher sind die Bildungsminister auf Bundes- und Landesebene verpflichtet, den VHW in ihre Gesetzgebungsverfahren und damit in ihre Hochschulpolitik einzubeziehen. So entstanden die Kontakte von Kuhnert zu allen Bundesbildungsministern während seines 12-jährigen Bundesvorsitzes.
In der Amtszeit von Kuhnert erfolgte die Deutsche Wiedervereinigung im Jahre 1990 mit der Eingliederung der Hochschullandschaft der Neuen Bundesländer (NBL) in die Hochschullandschaft der Alten Bundesländer (ABL). In diesen widerspruchsreichen Prozess brachte sich Kuhnert mit seinem Vorstand und den Landesvorsitzenden des VHW aktiv ein. Somit war er auch mit den hochschulpolitischen Problemen in allen Bundesländern eng vertraut, insbesondere auch in den NBL. Persönlich setzte er sich bei vielen Problemlösungen ein, wie in Brandenburg gemeinsam mit dem VHW-Landesvorsitzenden Ernst Schmeer und seinem Stellvertreter Bernd Meier, in Berlin gemeinsam mit dem VHW-Landesvorsitzenden Klaus Fuchs-Kittowski, in Sachsen-Anhalt gemeinsam mit dem VHW-Landesvorsitzenden Gerhard Bergmann, in Mecklenburg-Vorpommern gemeinsam mit dem VHW-Landesvorsitzenden Peter Kosfeld, in Thüringen gemeinsam mit den VHW-Landesvorsitzenden Harry Rudolph, Gerhard Entreß und Michael Roth sowie in Sachsen zusammen mit den VHW-Landesvorsitzenden Werner Kriesel und Jochen Klinger. Eine Bilanz seines hochschulpolitischen Engagements für die NBL zog er im Januar 2012 vor dem VHW Berlin. Dabei bekräftigte er seine Maxime: Wer kämpft, kann gewinnen; wer nicht kämpft, hat schon verloren. Seine Nachfolgerin als Bundesvorsitzende war Elke Platz-Waury.

### Deutsches Rotes Kreuz

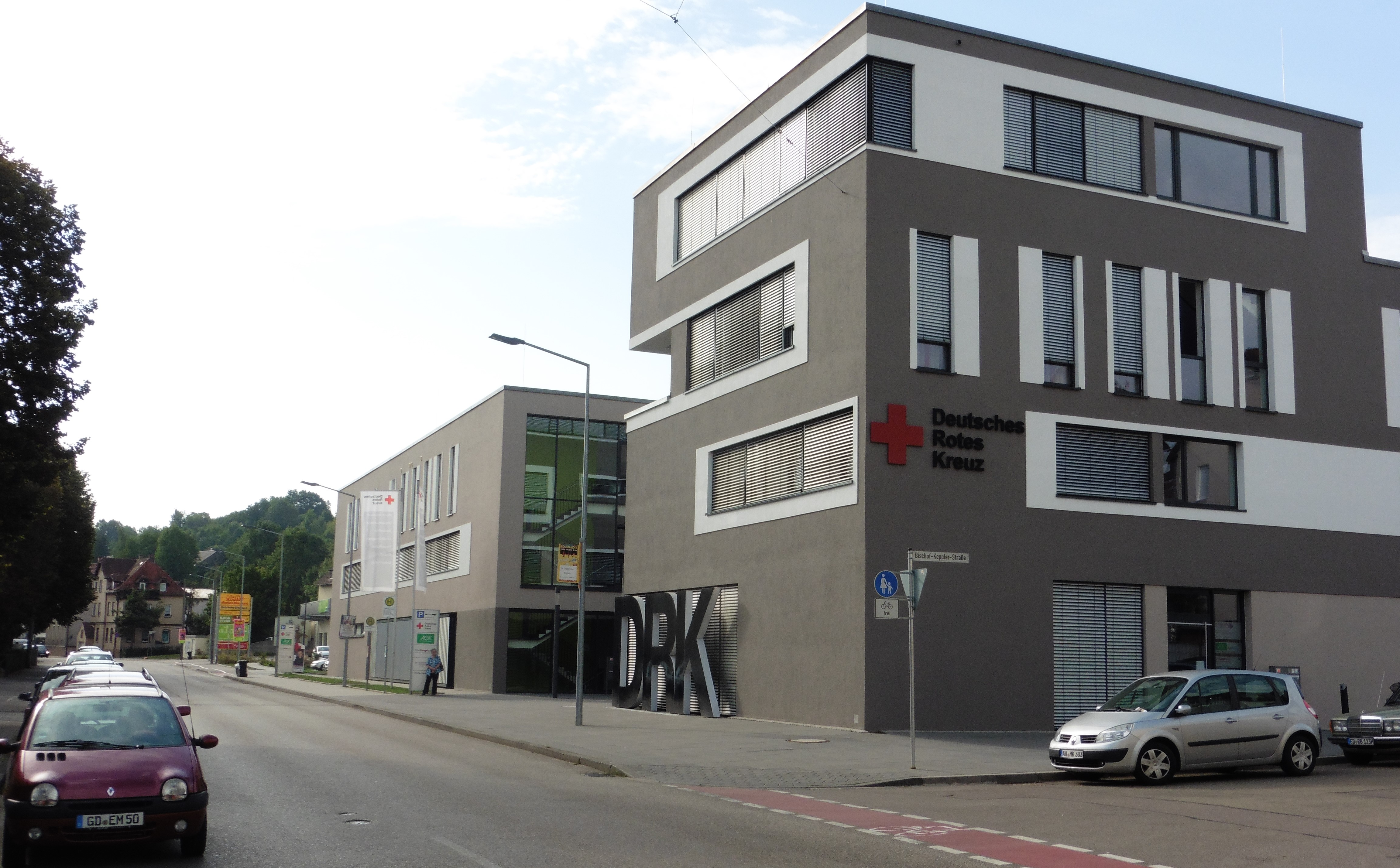
DRK-Zentrum Schwäbisch Gmünd (2015)

In den Jahren von 1989 bis 2013 war Kuhnert Präsident des Kreisverbandes Schwäbisch Gmünd des Deutschen Roten Kreuzes. Sein Nachfolger wurde Joachim Bläse. Am Ende seiner Amtszeit wurde ein neues DRK-Zentrum in Schwäbisch Gmünd eingeweiht.

## Mitglied in Gesellschaften
- Deutsche Shakespearegesellschaft (seit 1965)
- Gesellschaft für Kanadastudien
- Association of Teacher Education in Europe (ATEE)

## Mitarbeit in Gremien
- Kuhnert war 1984 zunächst regional als Sprecher der Bürgerinitiative „Lindenfelder gegen Schießplatz“ aktiv.
- Von 1989 bis 2014 hatte er für die CDU einen Sitz im Kreistag des Ostalbkreises[10] und war als Stadtrat im Gemeinderat der Stadt Schwäbisch Gmünd[11] tätig.
- In den Jahren 1989 bis 1994 war er Stellvertretender Fraktionsvorsitzender der CDU-Kreistagsfraktion.
- Von 1994 bis 2009 war er CDU-Sprecher im Schul- und Kulturausschuss des Kreistages.
- Kuhnert ist aktiv und mit Erfolg um die Städtepartnerschaften von Schwäbisch Gmünd bemüht. Er gehörte 1982 zu den Mitgründern eines entsprechenden Vereins, dem er seit 1987 ununterbrochen vorstand[4], seit 2016 ist er dessen Ehrenvorsitzender.
- Im Zeitraum von 1998 bis 2002 war er Sprecher der Landesfachschaft Englisch an Pädagogischen Hochschulen.
- In den Jahren 2008 und 2009 war er führendes Mitglied der Bürgerinitiative „Rettet die Alte Post“ – das Königlich-württembergische Postamt am Bahnhof von Schwäbisch Gmünd.

## Ehrungen (Auswahl)
- 1990 Bundesverdienstkreuz am Bande, überreicht durch Wissenschaftsminister Helmut Engler[4]
- 2003 Ehrenvorsitzender des Verbandes Hochschule und Wissenschaft Baden-Württemberg
- 2000 Ehrenbürger von Székesfehérvár, der ungarischen Partnerstadt von Schwäbisch Gmünd
- 2001 Verdienstmedaille des DRK-Landesverbandes Baden-Württemberg, überreicht durch den Ehrenpräsidenten Ludwig Prinz von Baden
- 2006 Ehrenbürger der Pädagogischen Hochschule Schwäbisch Gmünd[12]
- 2007 Ehrenzeichen des DRK Bundesverbandes
- 2009 Henry-Dunant-Plakette des DRK Landesverbandes Baden-Württemberg
- 2009 Verdienstabzeichen in Silber des Städtetages Baden-Württemberg
- 2010 Landkreismedaille des Landkreistages Baden-Württemberg
- 2014 Ehrenpräsident des DRK-Kreisverbands Schwäbisch Gmünd[13]
- 2016 Bundesverdienstkreuz 1. Klasse, überreicht durch Oberbürgermeister Richard Arnold[14]

## Veröffentlichungen
- Studien zu christlichen Gehalten in Shakespeares Romanzen – Eine Untersuchung im Lichte der Theologie der Shakespearezeit. Dissertation, Universität Hamburg 1970.
- Literarische Wertung. In: Wissen im Überblick. Herder Verlag, Freiburg i. B. 1973.
- Aspekte der Lehrwerkkritik – zur Didaktisierung von Amerikakunde auf der Hauptschuloberstufe. In: Zeitnahe Schularbeit. H. 26, 1973, 32 Seiten.
- Kontrastive Grammatik und Sprachunterricht. In: Deutschunterricht in der Diskussion. Forschungsberichte. UTB, Bd. 40. Paderborn 1974, 2. Auflage 1979.
- Children in the Northern Ireland Conflict. In: Landeskundliches Lernen im Englischunterricht. ISL, Bd. 25. Paderborn 1981.
- Deutsche Einwanderer in die USA. In: Englisch-amerikanische Studien. 1984, H. 6.
- Prüfet alles, das Gute aber behaltet. 160 Jahre Lehrerbildung in Schwäbisch Gmünd. In: Einhorn Jahrbuch. 1984.
- Künstler und Kolonisator – der Deutschkanadier Johann Albrecht Ulrich de Moll alias William Berczy aus Wallerstein. In: Rieser Kulturtage. Bd. 10, 1994/1995.
- Johann Albrecht Ulrich Moll alias William Berczy. In: Lebensbilder aus dem Ries. Hrsg. Kavasch, Lemke, Schlagbauer. Rieser Kulturtage, Nördlingen 2002.
- Deinsularisierung als Englands neue Rolle in einer globalisierten Welt? In: Europa – Konzepte, politischer Alltag, pädagogische Entwürfe. Gmünder Hochschulreihe. Bd. 21. Schwäbisch Gmünd 2002.
- Die europäische Dimension in der Lehrerbildung ist nichts ohne die christliche Dimension. In: Gott und Vernunft. Hrsg. Peter Zöller-Greer, H. J. Hahn. Lit Verlag, Berlin 2009.
- Werteerziehung im Englischunterricht der Grund-, Haupt- und Realschule. In: Fremdsprachenunterricht heute. Hrsg. Wolfgang Gehring. Oldenburg 2006.
- Wo die „Amseln“ flügge wurden. 150 Jahre LehrerInnenbildung in Schwäbisch Gmünd. In: Ostalb Einhorn. Nr. 150, Juni 2011, S. 77–79.
- Schwäbisch Gmünd wird Hochschulstadt – 50 Jahre Pädagogische Hochschule. In: Einhorn Jahrbuch. 2012, S. 123 ff.
- Für eine Kultur des Helfens – der Gmünder DRK-Neubau. In: Einhorn Jahrbuch. 2013, S. 87 ff.

Herausgebertätigkeit:
- Reihe „Informationen zur Sprach- und Literaturdidaktik“ (ISL). 41 Bände. Schöningh Verlag, Paderborn 1975–1984 (mit Dietrich Boueke, Norbert Hopster und Albert Klein).
- Verbandszeitschrift „VHW-Mitteilungen“. Bonn und Berlin 1987–1999 (Herausgeber und vielfacher Autor).
- Gmünder Hochschulreihe (GHR). Bände 1 bis 10. Pädagogische Hochschule, Schwäbisch Gmünd 1987–1990.